# Kvarntjärnen (Arjeplogs socken, Lappland)
Kvarntjärnen är en sjö i Arjeplogs kommun i Lappland och ingår i Skellefteälvens huvudavrinningsområde. Sjön har en area på 0,11 kvadratkilometer och ligger 427,3 meter över havet.

## Delavrinningsområde
Kvarntjärnen ingår i det delavrinningsområde (730903-160264) som SMHI kallar för Mynnar i Uddjaure. Medelhöjden är 442 meter över havet och ytan är 1,87 kvadratkilometer. Det finns inga avrinningsområden uppströms utan avrinningsområdet är högsta punkten. Vattendraget som avvattnar avrinningsområdet har biflödesordning 2, vilket innebär att vattnet flödar genom totalt 2 vattendrag innan det når havet efter 230 kilometer. Avrinningsområdet består mestadels av skog (86 procent). Avrinningsområdet har 0,11 kvadratkilometer vattenytor vilket ger det en sjöprocent på 5,8 procent.